# Amanda Hocking
Amanda Hocking (ur. w 1984) – amerykańska pisarka.
Jej książki z pogranicza fantastyki i romansów były początkowo publikowane wyłącznie w formie tanich e-booków w księgarniach internetowych (m.in. Amazon) bez pomocy wydawnictwa. W 2010 sprzedała 164 tysiące książek. Do marca 2011 roku udało się jej, jako drugiemu w historii autorowi korzystającemu z bezpłatnej usługi Kindle Direct Publishing, sprzedać ponad milion e-booków.

## Wydane książki
- My Blood Approves seria:
  - My Blood Approves (2010)
  - Fate (2010)
  - Flutter (2010)
  - Wisdom (2010)
  - Letters to Elise (nowela, 2010)
- Trylle Trilogy:
  - Zamieniona (2010)
  - Rozdarta (2010)
  - Przywrócona (2011)
- Hollowland (2010)